# Vandenberg (banda)
Vandenberg é uma banda holandesa de hard rock nomeada com base no guitarrista Ad "Adje" van den Berg (também conhecido como Adrian Vandenberg). Tiveram sucesso com a canção "Burning Heart", que nos Estados Unidos alcançou a posição #39 na Billboard Hot 100 e #5 na Mainstream Rock. Os três álbuns lançados pela banda entre 1982 e 1985, entraram na parada de álbuns mais vendidos dos Paises Baixos.
Em 26 de março de 2020, a banda anunciou o lançamento de seu primeiro álbum de estúdio em 35 anos, intitulado simplesmente 2020. O álbum foi lançado em 29 de maio.

## Discografia

### Álbuns de estúdio
| Título              | Detalhes do álbum                                                | Posições na parada | Posições na parada |
| Título              | Detalhes do álbum                                                | EUA                | NLD                |
| ------------------- | ---------------------------------------------------------------- | ------------------ | ------------------ |
| Vandenberg          | - Lançamento: 1982 - Gravadora: Atco                             | 65                 | 19                 |
| Heading for a Storm | - Lançamento: 1983 - Gravadora: Atco                             | 169                | 14                 |
| Alibi               | - Lançamento: 1985 - Gravadora: Atco                             | —                  | 18                 |
| 2020                | - Lançamento: 29 de maio de 2020 - Gravadora: Mascot             | —                  | 2                  |
| Sin                 | - Lançamento: 2023 - Gravadora: Mascot/Music Theories Recordings | —                  | 3                  |